# Kenworth T680
Kenworth T680 — важка вантажівка з напівпричепом виробництва класу 8, представлена в 2012 році компанією Kenworth. Це прямий наступник Kenworth T700 і, певною мірою, Kenworth T660.

## Опис

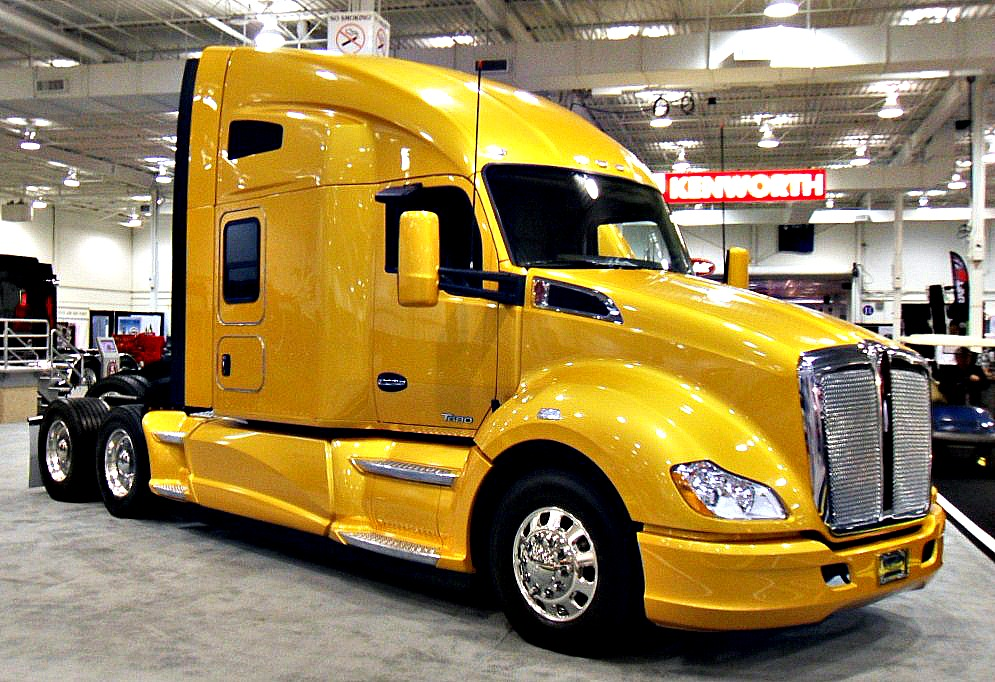
Kenworth T680

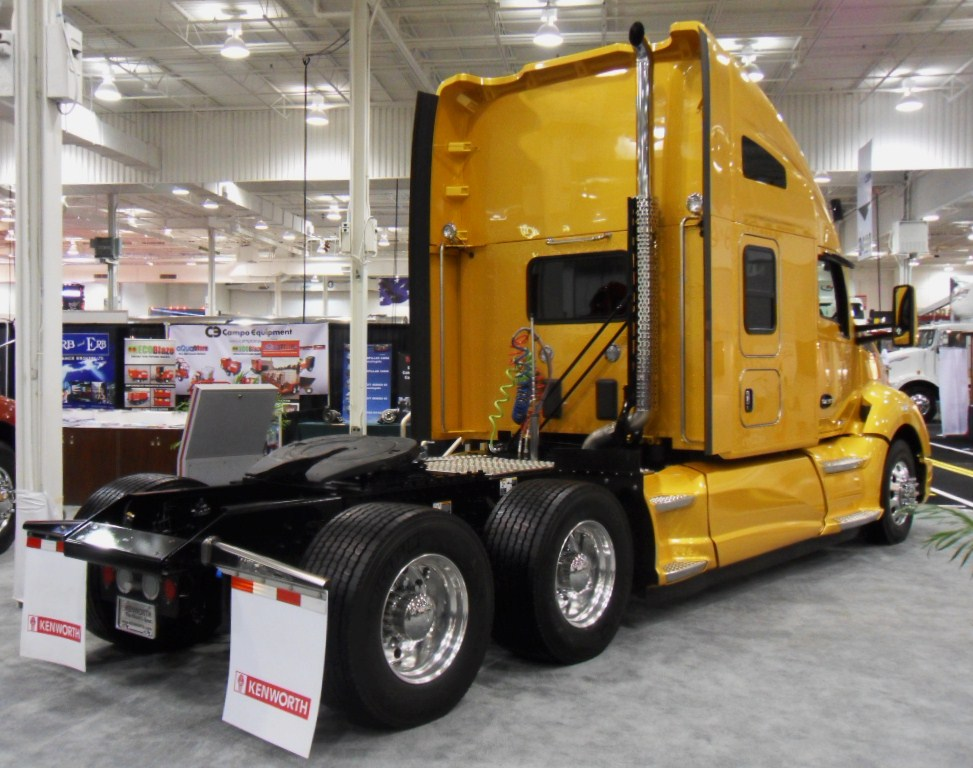
Kenworth T680

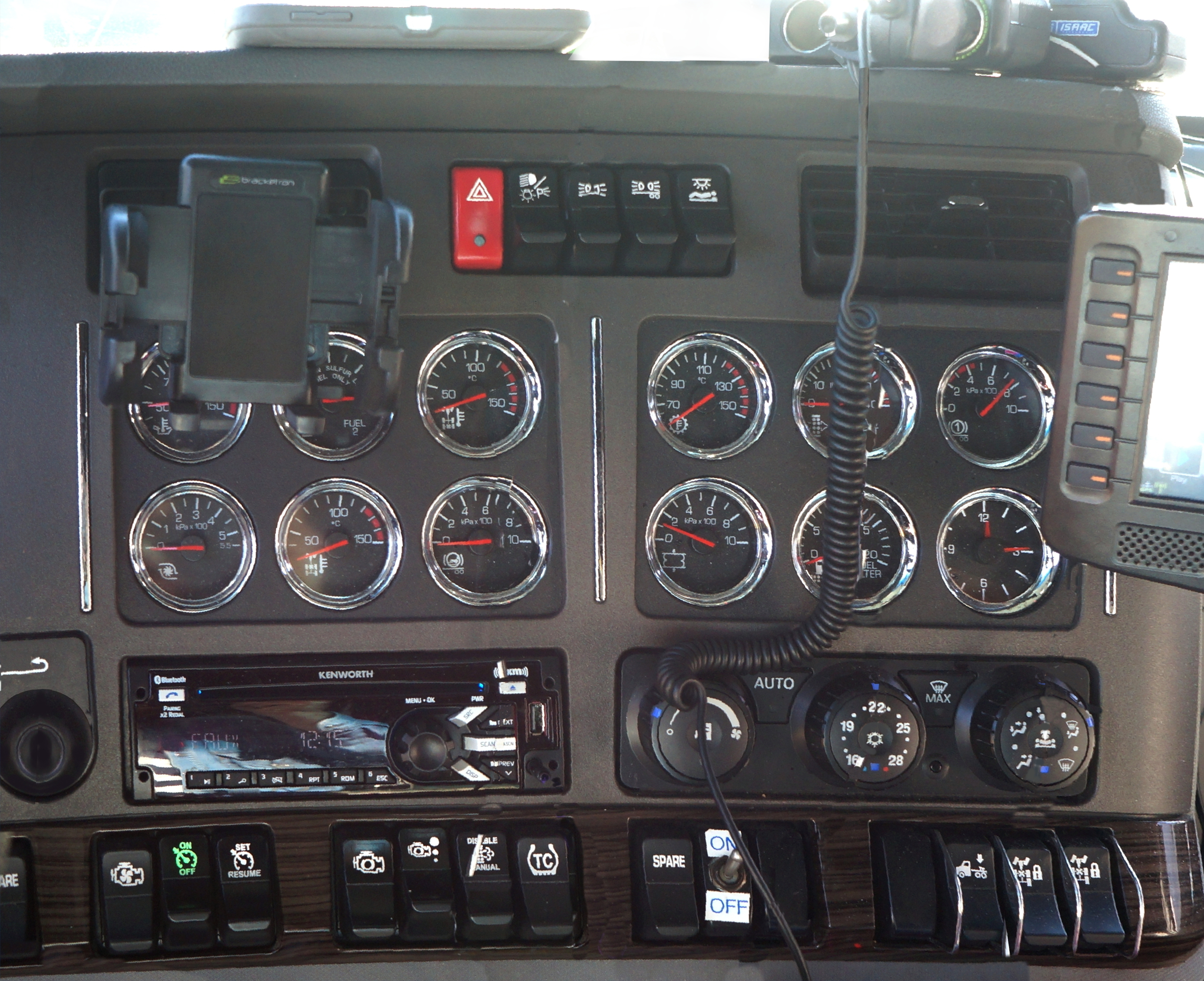

Kenworth запускає T680 на автосалоні Mid-America Trucking Show у Луїсвіллі 21 березня 2012 року. У комплекті з повністю новим дизайном, кабіною шириною 2,1 метра, новою робототехнічною конструкцією і штампованим алюмінієвим дизайном.
14 жовтня 2020 року компанія Kenworth випустила свій перший акумуляторний електромобіль класу 8 – T680E який має запас ходу у 150 миль (240 км) та можна зарядити за 3 години. Оснащений електричним силовим агрегатом Meritor Blue Horizon 14Xe. Має максимальну швидкість 70 миль/год (110 км/год.).
Залежно від варіантів двигуна та вантажу в причепі, Kenworth T680 може досягати 7,2 миль на галлон.

### Next-Gen
11 лютого 2021 року Kenworth запускає свій новий флагман для шосе T680 Next-Gen. Тягач отримав незвичайні спойлери на стойках кабіни. Передню частину звузили, через що довелося переробити всю систему охолодження двигуна, але це дозволило покращити аеродинаміку. Також були перероблені бічні обтічники, а нові складні подовжувачі краще закривають проміжок між тягачом і напівпричепом. Ця модель оснащена 15-дюймовим цифровим дисплеєм і стандартним колесом SmartWheel, що дозволяє здійснювати керування кінчиками пальців водія.
В 2021 році дебютувала розробки з водневим двигуном T680 Fuel Cell Electric Vehicle (FCEV). Ця демонстраційна програма з 10 вантажівками включала Port of Los Angeles, Toyota Motor North America, та Shell. Kenworth хотів вивчити довгострокову життєздатність технології водневих паливних елементів для використання в реальних операціях дренажу. Вантажівка T680 FCEV піднялася на вершину Пайкс-Пік заввишки 14 115 футів, що зробило її ще одним першим автомобілем класу 8 з водневим двигуном, який впорався з цим завданням.

## Двигуни
- PACCAR MX-11 I6 Turbo Diesel 360-450 к.с. 1700-2300 Нм
- PACCAR MX-13 I6 Turbo Diesel 12.9 380-515 к.с. при 1450-1850 об/хв 2100-2500 Нм
- Cummins ISX-12 I6 Turbo Diesel 12 370-450 к.с. при 1350-1450 об/хв
- Cummins ISX-15 I6 Turbo Diesel 14.9 450-600 к.с. при 1450-2050 об/хв